# Gabriel Ibitoye
Pas d'image ? Cliquez ici

a Compétitions nationales et continentales officielles uniquement.

b Matchs officiels uniquement.
Dernière mise à jour le 21 décembre 2024.
Gabriel Ibitoye, né le 5 mars 1998 à Lambeth (Angleterre), est un joueur anglais d'origine nigériane de rugby à XV jouant au poste d'ailier avec les Bristol Bears.

## Biographie

### Jeunesse et formation
Gabriel Ibitoye et sa famille sont originaires du Nigeria. Ayant commencé le rugby à l'âge de onze ans, Ibitoye jouait initialement avec les avants, au poste de deuxième ligne, étant ensuite replacé parmi les trois-quart centres puis les ailiers.

### Carrière professionnelle
Gabriel Ibitoye commence sa carrière aux Harlequins en 2017, après un prêt d'un an au Esher RFC,.
Après une saison 2019-2020 où il reste sur 22 matchs et 10 essais avec le club londonien, il signe au SU Agen le 28 juillet 2020,, pour un contrat de deux ans. Cependant, il obtient sa libération en janvier et rejoint le Montpellier HR en tant que joker médical pour le reste de la saison 2020-2021.
Non-conservé à Montpellier après un passage décevant, il rejoint en septembre 2021 la franchise israëlienne de Tel Aviv Heat, évoluant en Rugby Europe Super Cup.
À partir de la saison 2022-2023, Gabriel Ibitoye retourne en Angleterre et s'engage avec les Bristol Bears.
Il réalise un excellent début de saison 2024-2025, terminant le mois d'octobre en tête des meilleurs marqueurs du championnat avec cinq essais inscrits. Il est ainsi élu meilleur joueur du championnat pour le mois d'octobre, devançant Olly Cracknell, Tomos Williams et Tom Willis. Il est également récompensé de ses bonnes performances en novembre 2024, quand il est sélectionné en équipe d'Angleterre A pour affronter l'Australie A (en).

## Palmarès
- Élu Joueur du mois en Championnat d'Angleterre en octobre 2024.
- Meilleur marqueur du Championnat d'Angleterre en 2025 (13 essais).
- Membre de l'équipe type du Championnat d'Angleterre en 2025.